# Toretocnemidae
Famille
Les Toretocnemidae sont une famille éteinte de reptiles marins de l'ordre des Ichthyosauria qui ont vécu au Trias supérieur (Carnien),.

## Liste des genres
Selon Paleobiology Database (17 novembre 2020) :   
- † genre Qianichthyosaurus Li, 1999
- † genre Toretocnemus Merriam, 1903